# 三間厝 (白河區)
三間厝是位在臺灣臺南市白河區昇安里的大庄，地方庄廟是主祀玄天上帝的全安宮，地方上以該廟為準區分該庄兩個角頭。居民以黃姓與沈姓為大姓，另有吳、蘇、張、鄭、郭等姓。黃姓家族最先來此，主要住在全安宮西邊的「下頭」，沈姓次之，主要住在東邊的「頂頭」。三間厝有別稱「竹篙庄」，其由來可能是因為三間厝聚落為帶狀聚落，有如竹篙一般。
在清代，三間厝隸屬於諸羅縣（後改為嘉義縣）下茄苳北堡，日治時期先是隸屬於臺南縣店仔口辨務署下茄苳南保，實行州制後隸屬於臺南州新營郡白河庄（後改為白河街）:2-6。
聚落週邊有臺南市區道南92線、南92-1線經過。

## 地名由來
「三間厝」地名的由來，根據《白河鎮志》的說法，是因為過去有個名叫沈太江在這裡蓋了「三間厝」，外人尋訪常誤找到黃家厝，而黃家人便遙指沈家的三間厝說「沈家在三間厝」那邊，久之三間厝變成此地地名。《臺灣地名辭書卷七：臺南縣》亦寫說沈太江在此建屋三間，附近居民因而習稱「三間厝」。不過三間厝沈氏的沈家族譜中，未收錄有「沈太江」這個人名:2-12。

## 沿革
據《白河鎮志》（1998年）與全安宮內的勒石「沿革」所載，三間厝最早入墾的黃姓先祖名黃快，他於康熙二十年（1681年）自漳州府南靖縣來臺，從安平鹿耳門上岸後於1681年在今三間厝南邊建屋住下。之後來自漳州府南靖縣的沈姓先民也來到三塊厝之地居住。
據《南瀛歷史建築誌·白河沈氏宗祠》的說法，在清代方志中三間厝聚落最早出現在《臺灣府輿圖纂要》中關於嘉義縣的部分，當時「三間厝莊」隸屬在「嘉義縣下茄苳北保」。不過在康熙五十八年（1719年）的《諸羅縣志》已出現有「三間厝陂」。黃明雅認為「三間厝陂」與「三間厝」聚落之間是否有關連尚無法下定論，並認為三間厝可能是18世紀中末期時所開墾的。但張溪南則認為「三間厝」的地名在康熙五十六年（1717年）便已出現，故黃快在康熙二十年（1681年）便已來此開墾的說法應該可信。
日治時期昭和十三年（1938年）起，新營郡施行部落振興會，三間厝一地的會長均由龔蚊禾擔任:2-10。

## 建築
- 三間厝全安宮：據說源自是黃家先祖黃快自故鄉的玄天上帝廟求得的金身[3]。原先黃快將之供奉在自家，因其靈驗而建廟供奉[3]。該廟屬於後壁下茄苳泰安宮的信仰圈，會參與其遶境活動[3][2]。
- 黃氏宗祠：該宗祠以「黃隆茂」為遠祖，於冬至時祭祖[4]。根據嘉慶九年（1804年）的古碑所載，黃氏在乾隆十五年（1750年）由「叔兄弟姪」集資成立了祭祀公業，但到了乾隆四十八年（1783年）才建立宗祠[註 3][4]。原本宗祠位在「下頭」，但毀於1930年12月8日的新營地震，於是後來遷建到「頂頭」[1][4]。又根據〈黃姓宗祠重建記〉（1975年）日治時期宗祠祭祀用的產業因故只剩下六甲地，1953年耕者有其田政策實施又被徵收了4甲多，1964年1月18日白河大地震宗祠受創，後來在1975年1月12日開宗親會集資重建，於該年2月25日到5月24日進行重建工程[4]。
- 沈氏宗祠：根據宗祠原有之乾隆四十六年（1781年）「進士」匾，可推測宗祠約在此年代左右，但黃明雅在《南瀛歷史建築誌》裡則根據現存的「孝思堂」匾保守推測為嘉慶五年（1800年）左右[1][3]。2003年1月22日公告為歷史建築[1]。